# Anthony Brophy
Anthony Brophy est un acteur irlandais né à Dublin.

## Filmographie

### Cinéma
- 1992 : The Bargain Shop : Locusts
- 1993 : Au nom du père : Danny
- 1995 : Nothing Personal : Malachy
- 1995 : The Run of the Country : Prunty
- 1996 : Some Mother's Son : le chef des prisonniers
- 1997 : Blanche-Neige : Le Plus Horrible des contes : Rolf
- 1997 : Ennemis rapprochés : Gerard
- 1997 : The Informant : Gingy McAnally
- 1997 : The Last Bus Home : Billy
- 2000 : Ordinary Decent Criminal : Liam
- 2001 : Le Cartographe : Kieran Maguire
- 2007 : Frankie : le père de Frankie
- 2008 : La Guerre de l'ombre : Johnathan
- 2009 : Dust : James
- 2011 : Les Hommes de la côte : Hughie
- 2011 : Boomtown : James
- 2019 : The Professor and the Madman : Sergent Steggles
- 2022 : L'Amant de lady Chatterley

### Télévision
- 1995 : The Governor : Winchwood (1 épisode)
- 1996 : Ballykissangel : Edso (1 épisode)
- 1997 : Le Désert de feu : Butler Gaston et Maggiordomo (3 épisodes)
- 2005 : Pure Mule : Skunk (2 épisodes)
- 2007-2010 : Les Tudors : l’ambassadeur Chapuys (25 épisodes)
- 2011 : Suspect numéro 1 : New York : Mickey Pendergast (1 épisode)
- 2012 : Les Experts : Hal (1 épisode)
- 2014 : Penny Dreadful : Alphonse (1 épisode)
- 2015-2017 : Red Rock : Liam Reid (65 épisodes)
- 2017 : Coronation Street : Ross Watson (1 épisode)
- 2018 : Vikings : King Svase (4 épisodes)
- 2019 : The Crown : James Jesus Angleton (1 épisode)
- 2022 : Wreck : Steven Cochrane (2 épisodes)

### Jeu vidéo
- 2013 : BioShock Infinite : Dockworker, le sans abris et Vox Populi